# Noor Sabri
Noor Sabri Abbas Hasan (født 6. juni 1984 i Irak) er en irakisk fodboldspiller, der spiller for irakiske Al-Quwa Al-Jawiya og det irakiske fodboldlandshold. Sabri har tidligere i sin karriere spillet for bl.a. Mes Kerman FC. Han er målmand.